# 수곡중학교
수곡중학교(秀谷中學校)는 대한민국 충청북도 청주시 서원구 수곡동에 있는 공립 중학교이다.

## 학교 연혁
- 1995년 3월 25일 : 수곡중학교 설립 인가
- 1996년 3월 1일 : 수곡중학교 개교
- 2010년 3월 1일 : 도지정 독서 연구시범학교(2010.03.01.～2012.02.29.)
- 2011년 3월 1일 : 교육부지정 영어평가방법개선 정책 연구학교(2011.03.01.~2012.02.29.)
- 2012년 3월 1일 : 도지정 생활지도 학교문화개선 연구학교(2012.03.01.～2014.02.28.)
- 2012년 10월 30일 : 다목적실 「꿈누리」 준공
- 2014년 3월 1일 : 교육부요청 도지정 진로교육 연구학교 운영(2014.03.01.～2016.02.29.)
- 2016년 3월 1일 : '행복씨앗학교' 지정 (2016.03.01.~2020.02.29.)
- 2022년 1월 7일 : 제24회 졸업식 (졸업생 146명, 누계 7,099명)
- 2022년 3월 2일 : 제27회 신입생 입학 (124명)
- 2023년 9월 1일 : 제15대 김도현 교장 부임

## 참고 자료
- 수곡중학교 - 한국교육학술정보원 학교알리미